# Le Journal de la marine marchande
Le Journal de la marine marchande ou JMM est un titre de presse fondé en 1919 et une revue en ligne francophone consacré à l'actualité de la marine marchande et du commerce maritime.

## Historique
Le titre de presse a été fondé en 1919, par Christian Moreux, pour rendre compte de l'actualité du transport maritime et de l'économie portuaire de manière hebdomadaire. En l'été 2016, l'entreprise Info6tm, dirigée par François Grandidier, rachète une douzaines de titres de presse spécialisée à Wolters Kluwer France, dont le JMM, provoquant une grande restructuration des journaux et de leur personnel avec le départ de nombreux journalistes. À partir de 2017, le journal devient un mensuel, accompagné d'une lettre hebdomadaire et d'un site internet d'actualité. Depuis début 2020, une quotidienne orientée sur le décryptage de l'actualité s'est substituée à la publication hebdomadaire et complète les magazines désormais recentrés sur des numéros spéciaux axés sur les segments du transport maritime : conteneurs, vrac sec, breakbulk/conventionnel, céréales, nouvelles énergies.
Le titre dispose d'un réseau de journalistes/correspondants dans la plupart des grands ports du monde. 
La Société de presse internationale (SPI), propriétaire du Journal de la marine marchande, édite en outre L'Antenne, titre consacré au transport multimodal, et NPI, un média spécialisé dans le transport fluvial. 